# Tonk (huyện)
Huyện Tonk là một huyện thuộc bang Rajasthan, Ấn Độ. Thủ phủ huyện Tonk đóng ở Tonk. Huyện Tonk có diện tích 7194 ki lô mét vuông. Đến thời điểm năm 2001, huyện Tonk có dân số 1211343 người.